# Jan Willem de Winter

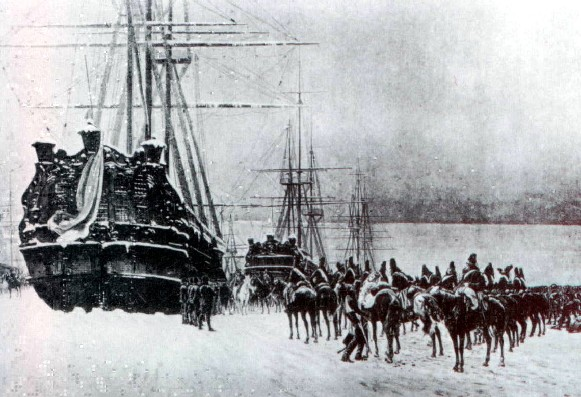
Franse tekening van de overgave op 25 januari 1795 bij Den Helder

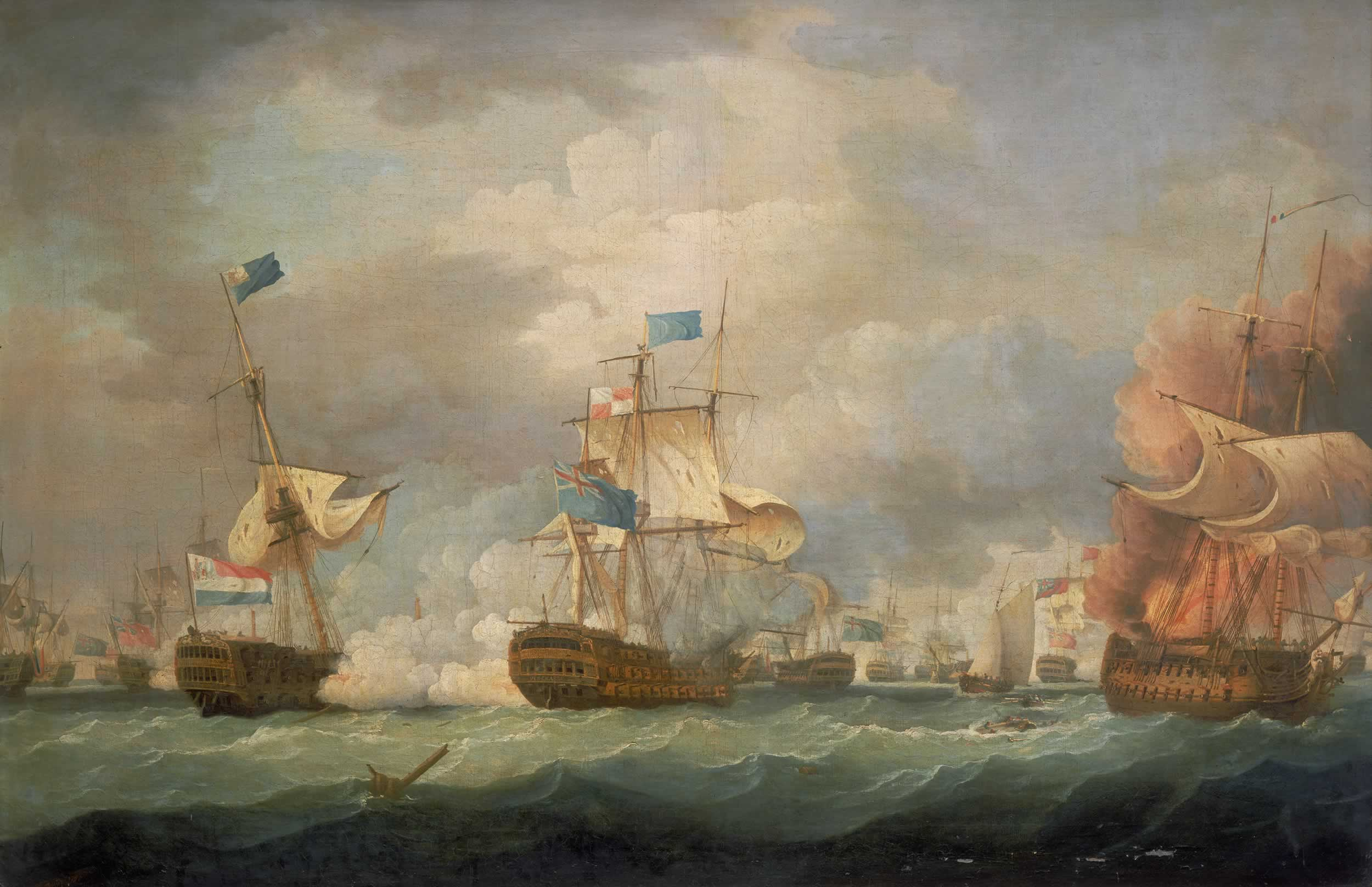
The Battle of Camperdown geschilderd door Thomas Whitcombe in 1798. In de Zeeslag bij Kamperduin werd de halve Bataafse vloot onder bevel van Jan Willem de Winter in de grond geboord of buitgemaakt. Nooit eerder werd een Nederlandse admiraal door de Britten gevangen

Jan Willem de Winter, graaf van Huessen (Kampen, 23 maart 1761 – Parijs, 2 juni 1812) was een brigadegeneraal van het Franse leger ten tijde van de Franse revolutionaire oorlogen en admiraal van de Hollandse vloot ten tijde van de napoleontische oorlogen. Hij is de enige Nederlander die in het Panthéon begraven ligt.

## Biografie
De Winter werd door zijn ouders op twaalfjarige leeftijd voor de zeedienst bestemd (1773). In 1778 trad hij toe tot de Admiraliteit en onderscheidde zich in de Slag bij Doggersbank (1781) onder Zoutman en Van Kinsbergen. Ook De Winter had in deze zaak de kant van de patriotten, de anti-Britse en anti-stadhouderlijke partij, gekozen. Na de komst van een Pruisisch leger in september 1787 vluchtte hij naar Frankrijk. In 1788 voegde De Winter zich bij het Franse leger en in 1792 bij het Bataafs Legioen. Hij werd in juni 1794 bevorderd tot brigadegeneraal. Kort daarop vertrok het Franse leger onder Pichegru naar het noorden.
In september 1794 bestookten Daendels en De Winter drie weken lang Den Bosch. Pichegru trok vervolgens door de Over-Betuwe naar Nijmegen dat op 7 november werd veroverd. Hierna stokte de opmars vanwege de zeer strenge winter. Op 8 januari trok een voorhoede de Waal over. Eind januari 1795 vond onder leiding van De Winter de overgave van de Nederlandse vloot aan de Franse cavalerie in Den Helder plaats. De temperatuur daalde die dag tot −23°.
Zijn militaire ervaring kwam het nieuwe bewind in de Bataafse Republiek goed van pas; in 1796 werd hij aangesteld als viceadmiraal  van de Bataafse vloot. Op 7 juni 1796 gaf De Winter order aan alle commandanten van 's lands oorlogsschepen (waaronder viceadmiraal H. Reintjes) duidelijk een nummer te voeren. Er werd een vloot naar Suriname voorbereid om te voorkomen dat Groot-Brittannië de kolonie zou overnemen.
In mei 1797 ging hij met Daendels naar Parijs om te onderhandelen over een nieuwe gezamenlijke actie tegen Groot-Brittannië. Spanje en Frankrijk zouden troepen sturen, maar lieten het afweten. Op 5 oktober 1797, toen de wind uit de goede hoek kwam, kreeg hij bevel dan maar alleen uit te zeilen, een roekeloze daad. De Winter protesteerde tegen deze beslissing maar vertrok twee dagen later. Het doel was niet meer Suriname of Ierland, maar de "eer der vlag" te handhaven. Op 11 oktober werd de halve Bataafse vloot in de grond geboord of buitgemaakt in de Zeeslag bij Kamperduin. De Winter verloor de mast van zijn linieschip Vrijheid en capituleerde toen hij werd omsingeld door vier Britse schepen. Er werden 3775 Nederlanders gevangengenomen en ook De Winter verbleef (minstens) een aantal maanden in Yarmouth of Sheerness. Hij werd vrijgelaten tegen de belofte nooit weer tegen Groot-Brittannië ten strijde te varen. Het is niet onmogelijk dat sommige andere gevangenen pas in 1800 zijn vrijgelaten.
De Winter werd volgens Simon Schama juichend Amsterdam binnengehaald, maar kreeg niet uitbetaald over de periode van zijn krijgsgevangenschap. Hij werd, samen met andere leidinggevende officieren, voor de Hoge Zeekrijgsraad gedaagd. De schuld werd in de schoenen van de gewonde Johan Arnold Bloys van Treslong geschoven, die zijn commandant niet te hulp was gekomen. De Winter werd van alle blaam gezuiverd, maar de vloot zou voorlopig niet herstellen van deze zware nederlaag in de eigen kustwateren. Zij zou tijdens de gehele Franse overheersing geen rol van
betekenis meer spelen. Volgens Jonathan Israel bekoelde deze slag de geestdrift van hen die de redding van de Republiek zagen in een revolutionaire oorlog tegen de Britten en markeerde het einde van de Nederlandse vloot als een serieuze factor in de wereldpolitiek. Volgens Pieter Geyl lag de oorzaak bij het Federalisme. Daendels zou met een staatsgreep en de instelling van het Uitvoerend Bewind een einde maken aan de gewestelijke tegenstellingen en de langdurige debatten in de Tweede Nationale Vergadering.
In de zomer van 1800 werd De Winter als speciale gezant naar Turijn gezonden om te onderhandelen met Napoleon over de betaling van de Bataafse Republiek aan het Franse leger. Na de Franse staatsgreep van 1799 had Napoleon de macht in handen; hij had zichzelf laten benoemen tot "eerste consul" van de Republiek. De Winter zegde 2 miljoen gulden toe.

### Koninkrijk Holland
Koning Lodewijk van Holland bevorderde hem tot maarschalk en De Winter kreeg het bevel over zowel de landmacht als de vloot. In 1806 schoot hij een van de matrozen neer, die weigerde een eed af te leggen aan de koning van Holland. De Winter was bang dat er muiterij zou uitbreken. Lodewijk keurde zijn optreden sterk af, maar zijn oudere broer hechtte er zijn goedkeuring aan. Hij commandeerde een eskadron oorlogsschepen naar de Middellandse Zee om af te rekenen met de Barbarijse zeerovers die vanuit Tripoli opereerden. De Winter wist een vredesverdrag te sluiten. Bij het verschil van mening tussen de beide broers in 1810 kozen Dumonceau en De Winter de kant van Napoleon. De generaals waren van mening dat de oude stelling van Amsterdam niet goed te verdedigen was tegen een Frans keizerlijk leger.
Koning Lodewijk verhief hem op 4 mei 1810 tot graaf van Huessen. Keizer Napoleon gaf hem het Grootkruis van het Legioen van Eer en verhief hem tot comte de l'Empire.
De Winter werd benoemd tot inspecteur-generaal van de Noordzeekust en bevelhebber van de vloot in Texel. Bij het bezoek van Napoleon aan Den Helder op 16 oktober 1810 bereidde De Winter zijn ontvangst voor.

## Dood
De Winter stierf op 2 juni 1812 in de baden van het Parijse park Tivoli. Hij werd opgevolgd door Carel Hendrik Ver Huell.
Als held der natie – Nederland was immers in 1810 ingelijfd bij het Franse Keizerrijk – kreeg hij een grootse staatsbegrafenis en werd bijgezet in het Panthéon in Parijs, onder de naam Jean-Guillaume de Winter, Comte de Huessen. Het Staatkundig dagblad van het departement der monden van den Yssel wijdde op 18 juni de volgende woorden aan de gebeurtenis: "De lykstaatsie, zoo ontzagwekkend als talryk, bestond uit onderscheiden ministers en andere voorname beambten. Detachementen kavallerie en infanterie van de stedelyke garde, van de veteranen, van de jagers en van de eerste oproeping der nationale garde, openden den togt". Zijn hart bevindt zich echter in een marmeren urn in de Bovenkerk in Kampen, met de Latijnse inscriptie Isala nascentum, morientem Sequana vidit – Ultraque victuro nomen honore colit ("Aan de IJssel werd hij geboren, aan de Seine stierf hij. Beide landen gedenken hem in eervol respect.")
Isaac Samuel d'Avigdor, graaf van Malburg ·
Jean-Baptiste Dumonceau, graaf van Bergerduin ·
Jan Hendrik van Kinsbergen, graaf van Doggersbank ·
Étienne Jacques Travers, baron van Jever ·
Adriaan Pieter Twent van Raaphorst, graaf van Rozenburg ·
Carel Hendrik Ver Huell, graaf van Zevenaar ·
Jan Willem de Winter, graaf van Huessen
1791: Honoré Gabriel de Riqueti, graaf van Mirabeau · Voltaire · 
1793: Louis-Michel Lepeletier de Saint-Fargeau · Auguste Marie Henri Picot de Dampierre · 
1806: François Denis Tronchet · Claude-Louis Petiet ·
1807: Jean-Baptiste-Pierre Bevière · Louis-Joseph-Charles-Amable d'Albert de Luynes · Jean-Étienne-Marie Portalis · Louis-Pierre-Pantaléon Resnier · 1808: Antoine-César de Choiseul-Praslin · Jean-Frédéric Perregaux · Jean-Pierre Firmin Malher · Pierre Jean Georges Cabanis · François Barthélemy Beguinot ·
1809: Girolamo Luigi Durazzo · Jean-Baptiste Papin · Joseph-Marie Vien · Pierre Garnier de Laboissière · Justin Bonaventure Morard de Galles · Jean-Pierre Sers · Emmanuel Crétet ·
1810: Louis Charles Vincent Le Blond de Saint-Hilaire · Jean Lannes · Giovanni Battista Caprara · Charles Pierre Claret de Fleurieu · Jean-Baptiste Treilhard ·
1811: Nicolas Marie Songis des Courbons · Charles Erskine de Kellie · Alexandre-Antoine Hureau de Sénarmont · Michel Ordener · Louis Antoine de Bougainville · Ippolito Antonio Vincenti-Mareri · 
1812: Jan Willem de Winter · Jean Marie Pierre Dorsenne · Auguste Jean-Gabriel de Caulaincourt · 
1813: Joseph-Louis Lagrange · Jean-Ignace Jacqueminot · Hyacinthe-Hughes Timoléon de Cossé-Brissac · Justin de Viry · Jean Rousseau · Frédéric Henri Walther · 
1814: Jean-Nicolas Démeunier · Jean Louis Ébenezel Reynier · Claude Ambroise Régnier · 
1815: Claude Juste Alexandre Legrand · Antoine-Jean-Marie Thévenard ·
1829: Jacques-Germain Soufflot ·
1885: Victor Hugo ·
1889: Théophile Malo Corret de La Tour d'Auvergne · Lazare Carnot · Jean-Baptiste Baudin · François Séverin Marceau ·
1894: Marie François Sadi Carnot ·
1907: Marcellin Berthelot ·
1908: Émile Zola ·
1920: Léon Gambetta ·
1924: Jean Jaurès ·
1933: Paul Painlevé ·
1948: Paul Langevin · Jean Perrin ·
1949: Félix Éboué · Victor Schoelcher ·
1952: Louis Braille ·
1964: Jean Moulin ·
1987: René Cassin ·
1988: Jean Monnet ·
1989: Henri Grégoire · Gaspard Monge · Nicolas de Condorcet ·
1995: Marie Curie · Pierre Curie ·
1996: André Malraux ·
2002: Alexandre Dumas père ·
2018: Simone Veil en haar man
- Bibliothèque nationale de France: cb16946466v (data)
- Biografisch Portaal: 01803952
- Digitale Bibliotheek voor de Nederlandse Letteren: wint044
- Gemeinsame Normdatei: 1024476057
- International Standard Name Identifier: 0000 0003 9431 2189
- Nederlandse Thesaurus van Auteursnamen: 070054657
- Parlement.com: vg09lmi67y5p
- Virtual International Authority File: 288816636
- WorldCat: E39PBJw93dHVX6k4WWM34YJv73